# Compsoneura mexicana
Compsoneura mexicana là một loài thực vật có hoa trong họ Myristicaceae. Loài này được (Hemsl.) Janovec mô tả khoa học đầu tiên năm 2002.